# Ilmor
 Ilmor va ser un constructor de motors britànic que va arribar a disputar curses a la Fórmula 1.
S'anomenava així per la conjunció dels cognoms dels seus fundadors: Mario Ilien i Paul Morgan.
Va debutar a la F1 a la temporada 1991 a la prova inicial, el GP dels Estats Units, disputant un total de seixanta-nou curses en cinc temporades consecutives (1991 - 1995) aconseguint una quarta posició (diversos cops) com a millor classificació en una cursa i assolint vint-i-quatre punts pel mundial de constructors.
Va motoritzar cotxes de F1 de les escuderies Leyton House, Tyrrell, March, Sauber i Pacific.
Fora de la F1 segueix competint en Moto GP i en curses automobilístiques nord-americanes.

## Resum
| Curses: | Victòries: | Pòdiums: | Poles: | Voltes ràpides: | Punts: |
| ------- | ---------- | -------- | ------ | --------------- | ------ |
| 69      | 0          | 0        | 0      | 0               | 24     |